# 楊寶坤
楊寶坤，OBE，CPM，JP（1939年7月5日—）生於香港，是香港前輔警總警司、中學校長及立法局委任議員。配偶為藝人江雪。
楊寶坤於英華書院（1958年中五）及拔萃男書院（1959年中六）完成中五及預科課程，後於香港大學主修歷史，並持有香港中文大學教育文憑及愛丁堡大學摩理教育學院教育管理及行政文憑。楊寶坤於1971年至1977年期間擔任中華基督教會公理書院校長，後於1977年至1990年期間擔任中華基督教會銘賢書院校長，於1990年至2003年擔任其母校英華書院之校長。1983年任職校長期間，獲時任香港總督尤德委任為立法局非官守議員，至1988年。
除教育工作外，楊寶坤亦有參與香港輔警工作，並於1986年升總輔警總警司。他亦是倫敦打字速記聯會、特許管理學會、皇家文藝學會高級會士，及特許語言學會會士。